# جوفمعويات

أوبيليا

جوفمعويات أو مجوفات البطن (بالإنجليزية: Coelenterata)‏ تضم هذه الشعبة أنواعاً هائلة من اللافقاريات تعيش في الماء العذب أو في مياه البحار وتتدرج من أشكال بسيطة إلى أنواع معقدة التركيب معظمها مستعمرات ذات هياكل جيرية صلبة مثل: ـ الشعاب المرجانية التي توجد على شواطئ البحار وشقائق النعمان الزاهية الألوان وقناديل البحر السابحة. وقد تم إلغاء هذا التصنيف واستبداله باللاسعات
وتنقسم إلى عدة طوائف منها:
- الهيدريات اللاسعة (الهيدرا).
- الفنجانيات اللاسعة (قناديل البحر).
- الشعاعيات اللاسعة (شقائق النعمان والشعاب المرجانية).

## طائفة الهيدريات(بالإنجليزية:Hydra)‏
يعتبر حيوان الهيدرا من أكثر الجوفمعويات شيوعاً (يعتبر من الحيوانات الخنثى ثنائية الجنس)  ويكثر في مياه البرك العذبة ويمثل حيوان الهيدرا نموذجاً بسيطاً لتركيب الحيوان الجوفمعوي أسطوانى الجسم صغير.
يبلغ طوله 2-20 مم ويلتصق بالأعشاب المائية والأحجار بواسطة مادة لزجة تفرزها قاعدة الحيوان القرصية وتوجد فتحة الفم على قمة ارتفاع يعرف بالمخروط الفمى Ora Cone ويحيط بفتحة الفم عدد من اللوامس الطويلة يتراوح عددها من 6-8 لوامس.
يتركب جدار الجسم في حيوان الهيدرا من طبقتين هما الاكتودرم والإندودرم يوجد بينهما مادة جيلاتينية تعرف بالميزوجليا وتتكون طبقة الاكتودرم من أنواع الخلايا الآتية: ـ
خلايا طلائية عضلية ـ خلايا معوضة ـ خلايا حسية ـ خلايا عصبية ـ خلايا تناسلية – خلايا مخاطية ـ وخلايا لاسعة. أما الإندودرم فتتكون من خلايا غذائية عضلية.

## طائفة الفنجانيات(بالإنجليزية:Scyphoza)‏

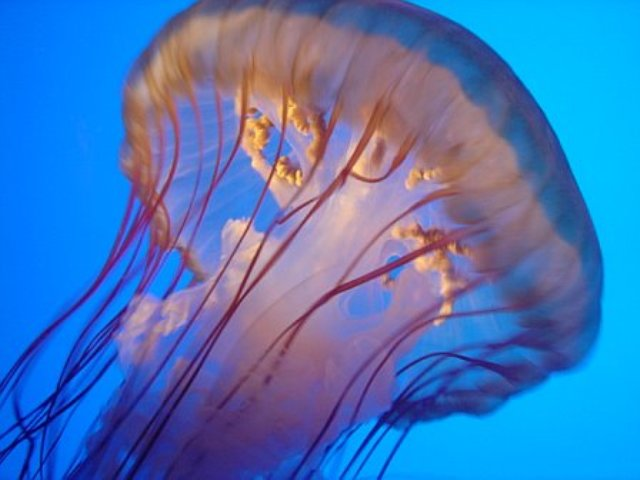
قنديل البحر

تعرف طائفة الفنجانيات أيضاً بالكأسيات ومنها يكون الطور الميدوزى هو السائد أما الطور البوليبى إما يكون غائب أو يظهر في صورة مختزلة أثناء دورة الحياة أغلب الميدوزات بحرية ويمكن تمييزها عن ميدوزات الهيدريات بحجمها الكبير وبعدم وجود نقاب وميدوزة الأوريليا من قناديل البحر الشائعة (التي توجد في كل أرجاء العالم ببطء بواسطة انقباضات منتظمة للمظلة قرصية الشكل الجيلاتيني) وكثير ما يرى الإنسان مجموعات كبيرة منها تدفعها تيارات الماء إلى الشواطئ وقد تسبح القناديل ببطء بواسطة انقباضات العضلات …. وقناديل البحر خطيرة حيث إنها تفرز مواد لاسعة عن طريق الخلايا اللاسعة التي تحيط بجسم القنديل ومنها أحجام كبيرة قد تصل قطرها إلى أكثر من مترين وتنتمى أيضاً إلى الجوفمعويات المراجين الحجرية والشعاب المرجانية التي توجد بكثرة في البحر الأحمر والغردقة والمعروفة بألوانها الجميلة الزاهية.

## طائفة الشعاعيات(بالإنجليزية:(Actinozoa (Anthozoa)‏
- رتبة الألسيونات (ثمانية الأشعة) Alcyonaria or Octocorallia ومن امثلتها الألسونيوم Alcyonium أو «أصابع الرجل الميت»
- رتبة الزهريات (سداسية الأشعة) Zoantharia or Hexacorallia ومن امثلتها شقائق النعمان والمراجين الحجرية stony Corals

### شقائق النعمان(بالإنجليزية:Actiniaria)‏

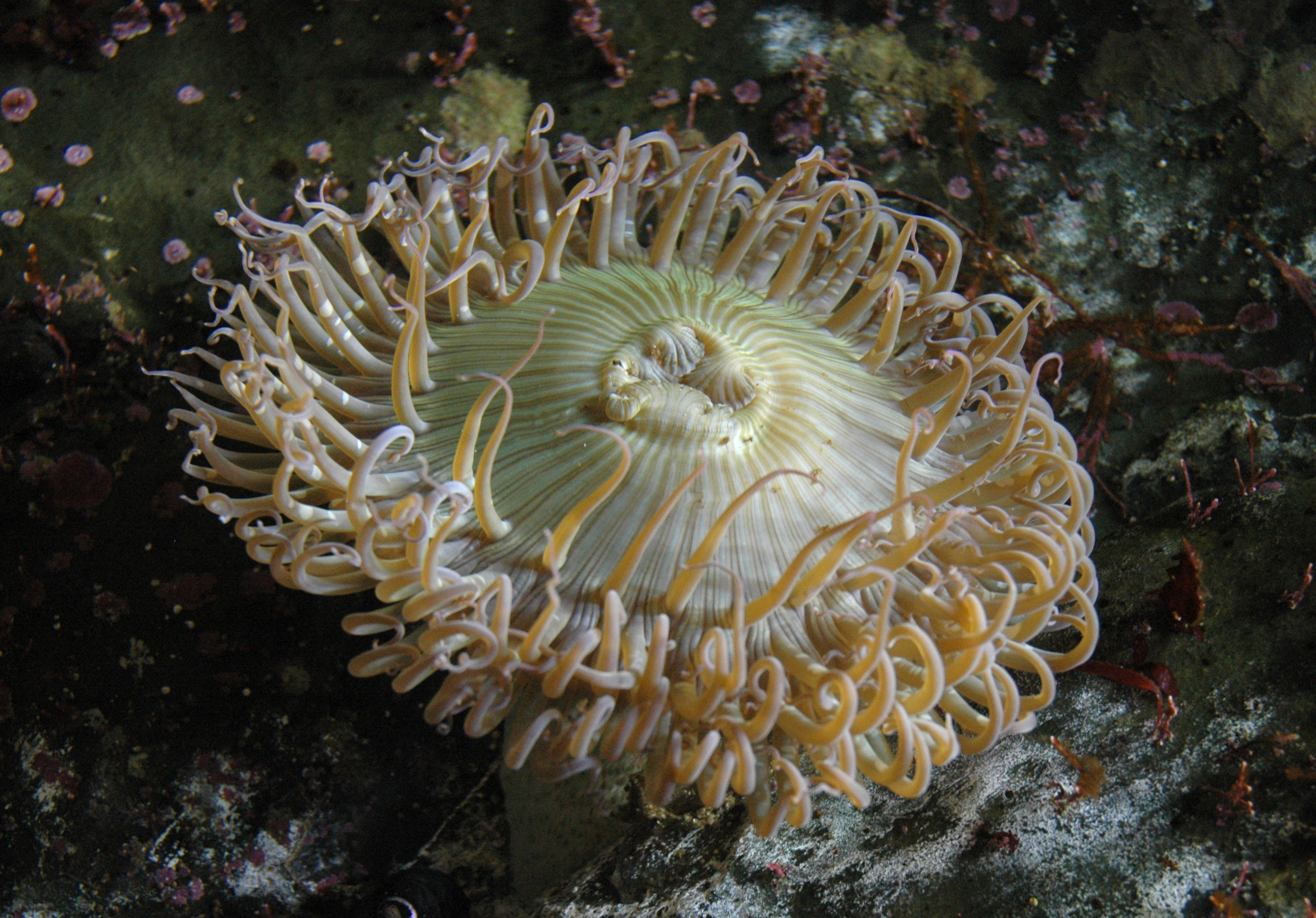
شقائق النعمان

تنتمى إلى شعبة الجوفمعويات وهي من الحيوانات الزهرية الملونة لها قرص فمي يحاط بلوامس عددها 6 أو مضاعفاتها (لذلك تعرف بسداسية الأشعة) وأيضاً لها قرص قاعدي تلتصق بواسطته بالأصداف والصخور والأخشاب أو أي جسم مغمور وألوانها زاهية تماما توجد في المياه الساحلية في كل أنحاء العالم خاصة في المياه الدافئة.
ولشقائق النعمان بعض العلاقات التبادلية مع غيرها من الكائنات الحية حيث يعيش داخل أنسجتها طحالب «الزودانسلى» تستفيد شقائق النعمان من نواتج التمثيل الضوئى للطحالب كما يلتصق شقائق النعمان بالقواقع التي يحتلها السرطان الناسك.

### الشعاب المرجانية(بالإنجليزية:Anthozoa)‏

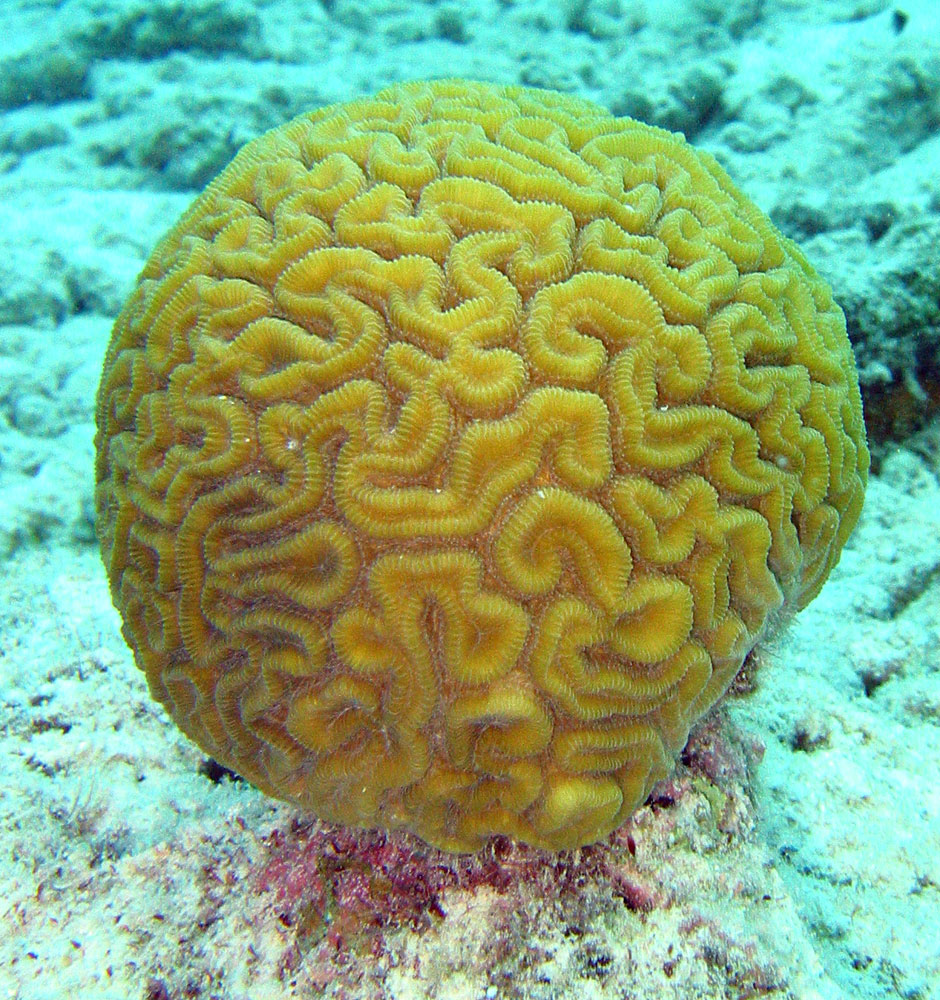
مرجان المخ

تتبع رتبة الحجريات وهي جوفمعويات تكون هياكل خارجية وبعض الأنواع تعيش منفردة، أما غالبيتها فتكون مستعمرات تعرف بالشعاب المرجانية التي تنتشر في بحار المناطق الاستوائية وشبه الاستوائية في العالم.
والبوليب يشبه في تركيبه بوليبات الأقحونات والهيكل جيرى تفرزه خلايا الأكتودرم في القرص القاعدى. ويأخذ الهيكل شكل القرص وله حافة دائرية مرتفعة قليلاً حول قاعدة البوليب. ويظهر في وسط القرص عويمد كلسى كما يمتد بشكل شعاعى حواجز ترتفع مع جدار قاعدة البوليب بين المساريقا المزدوجة الأصلية والثانوية الأخرى.
وهناك أنواع منفردة لها هيكل قرصى كما في Fungi أو الأنواع التي تكون مستعمرات فتختلف هياكلها تبعاً لطرق الانقسام التي تتبعها هذه المراجين. فهناك أنواع تتكاثر بالتبرعم وتتكون المستعمرة في شكل مسطح أفقى، وتسقط البراعم بجوار بعضها البعض وبذلك تكون الهياكل القرصية لأفراد المستعمرة بجوار بعضها أو تكون ملتصقة تماماً عند حوافها الخارجية.
وهناك أنواع تتكاثر بالانقسام الثنائى الطولى مثل Lobophylum فالبوليب كبير وينمو مكوناً طبقات متراصة من الهيكل تأخذ شكل الساق ثم تنقسم طولياً لتكون فردين وهما بدورهما يكونان هيكل وهكذا … تبدو المستعمرة في شكل شجرة متفرعة تفرعاً ثنائياً مركباً ويكون نمو المستعمرة في اتجاه رأسى.
هناك أنواع من المراجين الحجرية مثل المراجين المخية يكون انقسام البوليبات فيها غير كامل مما ينتج عنه ظهور الهياكل في شكل متعرج ومتصل ويأخذ شكل تجاعيد مخ الثدييات.
وتختلف الشعاب المرجانية باختلاف أماكن نموها وأشكالها المختلفة فهناك ثلاثة أنواع من الشعاب:-
1. الشعاب الجافة (الحدثة) Fringing Reefs.
2. الشعاب الحاجزية (السدودية) Barrier Reefs.
3. الشعاب الاتولية (الحلقية) Atolls Reefs.

الشعاب الجافة تنمو موازية للشواطئ أي تكون ساحلية وهي لا تترك مسافة صالحة للملاحة وقد تظهر في شكل حلقى إذا ما نمت حول جزيرة في البحر.
أما الشعاب الحاجزة فهى ضخمة وتكون كتلاً كبيرة من المراجين الصخرية وتنمو بعيداً عن الشواطئ ومن أشهرها الحاجز المرجانى العظيم الممتد شمالى استرالى ويبلغ طوله الحقيقى حوالي 1200 ميل.
أما الشعاب الاتولية فتكون حلقة من الشعاب تحيط ببركة من الماء وهي منتشرة في جنوب المحيط الهادى.